# Boksning under sommer-OL 1980
Boksning under Sommer-OL 1980 i Moskva. Cuba blev bedste nation med 6 guldmedaljer.
Turneringen var præget af, at Den internationale boykot af sommer-OL 1980, og der deltog således ikke boksere fra bl.a. USA, Argentina, Vesttyskland og flere afrikanske nationer. 
Fra Danmark deltog alene Michael Madsen i letsværvægt. Madsen vandt sin første kamp mod ungareren Csaba Kuzma i turneringens første runde. I kvartfinalen mødte han cubaneren Ricardo Rojas, hvor Madsen blev slået med dommerstemmerne 1-4.

## Medaljestatistik
| Nr. | Land            | Guld | Sølv | Bronze | Totalt |
| 1   | Cuba            | 6    | 2    | 2      | 10     |
| 2   | Sovjetunionen   | 1    | 6    | 1      | 8      |
| 3   | Østtyskland     | 1    | 0    | 5      | 6      |
| 4   | Bulgarien       | 1    | 0    | 1      | 2      |
| 5   | Italien         | 1    | 0    | 0      | 1      |
| 5   | Jugoslavien     | 1    | 0    | 0      | 1      |
| 7   | Polen           | 0    | 1    | 4      | 5      |
| 8   | Uganda          | 0    | 1    | 0      | 1      |
| 8   | Venezuela       | 0    | 1    | 0      | 1      |
| 10  | Ungarn          | 0    | 0    | 2      | 2      |
| 10  | Rumænien        | 0    | 0    | 2      | 2      |
| 12  | Tjekkoslovakiet | 0    | 0    | 1      | 1      |
| 12  | Ghana           | 0    | 0    | 1      | 1      |
| 12  | Storbritannien  | 0    | 0    | 1      | 1      |
| 12  | Irland          | 0    | 0    | 1      | 1      |
| 12  | Nordkorea       | 0    | 0    | 1      | 1      |

### Let fluevægt
| Medalje | Land | Udøver          |
| ------- | ---- | --------------- |
| Guld    | SOV  | Sjamil Sabirov  |
| Sølv    | CUB  | Hipólito Ramos  |
| Bronze  | BUL  | Ismail Mustafov |
| Bronze  | PRK  | Bong Uk-li      |

### Fluevægt
| Medalje | Land | Udøver                 |
| ------- | ---- | ---------------------- |
| Guld    | BUL  | Petar Lesov            |
| Sølv    | SOV  | Viktor Mirosjnitsjenko |
| Bronze  | HUN  | János Váradi           |
| Bronze  | IRL  | Hugh Russell           |

### Bantamvægt
| Medalje | Land | Udøver           |
| ------- | ---- | ---------------- |
| Guld    | CUB  | Juan Hernandez   |
| Sølv    | VEN  | Bernardo Pinango |
| Bronze  | GUY  | Michael Anthony  |
| Bronze  | ROM  | Dumitru Cipere   |

### Fjervægt
| Medalje | Land | Udøver               |
| ------- | ---- | -------------------- |
| Guld    | DDR  | Rudi Fink            |
| Sølv    | CUB  | Adolfo Horta         |
| Bronze  | POL  | Krzysztof Kosedowski |
| Bronze  | SOV  | Viktor Rybakov       |

### Letvægt
| Medalje | Land | Udøver             |
| ------- | ---- | ------------------ |
| Guld    | CUB  | Ángel Herrera      |
| Sølv    | SOV  | Viktor Demjanenko  |
| Bronze  | POL  | Kazimierz Adach    |
| Bronze  | DDR  | Richard Nowakowski |

### Letweltervægt
| Medalje | Land | Udøver           |
| ------- | ---- | ---------------- |
| Guld    | ITA  | Patrizio Oliva   |
| Sølv    | SOV  | Serik Konakbajev |
| Bronze  | GBR  | Anthony Willis   |
| Bronze  | CUB  | José Aguilar     |

### Weltervægt
| Medalje | Land | Udøver             |
| ------- | ---- | ------------------ |
| Guld    | CUB  | Andrés Aldama      |
| Sølv    | UGA  | John Mugabi        |
| Bronze  | DDR  | Karl-Heinz Krüger  |
| Bronze  | POL  | Kazimierz Szczerba |

### Letmellemvægt
| Medalje | Land | Udøver            |
| ------- | ---- | ----------------- |
| Guld    | CUB  | Armando Martínez  |
| Sølv    | SOV  | Aleksandr Kosjkyn |
| Bronze  | TCH  | Jan Franek        |
| Bronze  | DDR  | Detlef Kästner    |

### Mellemvægt
| Medalje | Land | Udøver            |
| ------- | ---- | ----------------- |
| Guld    | CUB  | José Gómez        |
| Sølv    | SOV  | Viktor Savtsjenko |
| Bronze  | ROM  | Valentin Silaghi  |
| Bronze  | POL  | Jerzy Rybicki     |

### Letsværvægt
| Medalje | Land | Udøver         |
| ------- | ---- | -------------- |
| Guld    | JUG  | Slobodan Kačar |
| Sølv    | POL  | Pawel Skrzecz  |
| Bronze  | DDR  | Herbert Bauch  |
| Bronze  | CUB  | Ricardo Rojas  |

### Sværvægt
| Medalje | Land | Udøver            |
| ------- | ---- | ----------------- |
| Guld    | CUB  | Teófilo Stevenson |
| Sølv    | SOV  | Pjotr Zaev        |
| Bronze  | HUN  | István Lévai      |
| Bronze  | DDR  | Jürgen Fanghänel  |